# Firbeck
Firbeck est un village du district métropolitain de Rotherham, dans le comté du Yorkshire du Sud, en Angleterre. Son église, Saint-Martin, a été reconstruite en 1820. Elle est classée comme monument historique.

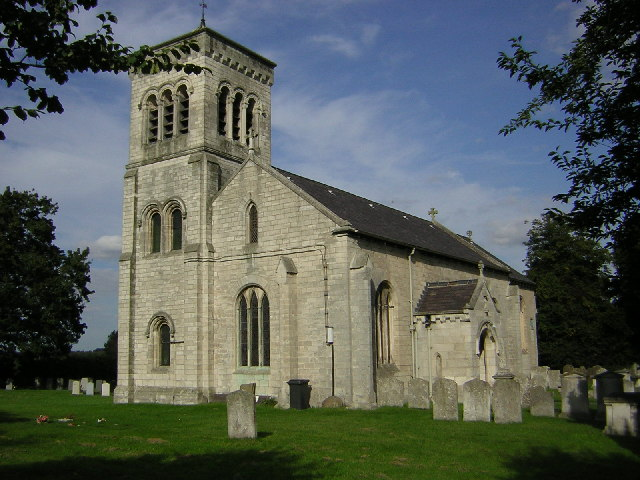
Église Saint-Martin

## Personnalités liées à Firbeck
- Gladwyn Jebb, premier Secrétaire général des Nations unies, né à Firbeck en 1900